# Liga dos Campeões da CAF de 2013 – Fase Final
A Fase Final da Liga dos Campeões da CAF de 2013 foi disputada entre outubro e novembro. Um total de quatro equipes participaram desta fase.

## Equipes classificadas
| Grupo | Vencedores   | Segundo-lugares |
| ----- | ------------ | --------------- |
| A     | Al-Ahly      | Orlando Pirates |
| B     | Espérance ST | Coton Sport     |

## Formato
As partidas foram disputadas em formato de ida e volta. Se as equipes empatarem no placar agregado após a segunda partida, a regra do gol fora de casa é aplicada, e se continuar empatada a disputa irá direto para a disputa por pênaltis (não é disputada a prorrogação).

## Semifinais
Nas semifinais, o vencedor do grupo A enfrentou o segundo colocado do grupo B, e o vencedor do grupo B enfrentou o segundo colocado do grupo A, com os vencedores dos grupos disputando a partida decisiva em casa.

### Partidas de ida
| 5 de outubro  | Orlando Pirates | 0 – 0     | Espérance ST | Estádio Orlando, Joanesburgo    |
| 18:00 (UTC+2) |                 | Relatório |              | Árbitro: MAR Bouchaïb El Ahrach |

| 6 de outubro1 | Coton Sport | 1 – 1     | Al-Ahly         | Estádio Roumdé Adjia, Garoua |
| 15:00 (UTC+1) | Mbongo 33'  | Relatório | Aboutrika 45+3' | Árbitro: ZAM Janny Sikazwe   |

Notas
Nota 1: A partida originalmente seria disputada no dia 5 de outubro mais foi prorrogada para o dia 6 após más condições do gramado no Estádio Roumdé Adjia.

### Partidas de volta
| 19 de outubro | Espérance ST | 1 – 1     | Orlando Pirates | Stade Olympique de Radès, Radès |
| 19:00 (UTC+1) | Msakni 55'   | Relatório | Mahamutsa 52'   | Árbitro: GAB Eric Otogo-Castane |

1–1 no agregado. Orlando Pirates avançou a final pela regra do gol fora de casa.
| 20 de outubro | Al-Ahly    | 1 – 1     | Coton Sport  | Estádio El Gouna, El Gouna           |
| 14:30 (UTC+2) | El-Said 3' | Relatório | Yougouda 65' | Árbitro: MAU Rajindraparsad Seechurn |

|                                                             |       | Penalidades                                                            |  |
| Aboutrika Soliman Gomaa Ahmed Moawad Trezeguet Naguib Fathy | 7 – 6 | Oyongo Aminou Yougouda Manga Mbah Kinguè Mpondo Ngamaleu Zimbori Haman |  |

2–2 no agregado. Al-Ahly venceu a disputa por pênaltis e avançou a final.

## Final

### Partida de ida
| 2 de novembro | Orlando Pirates | 1 – 1     | Al-Ahly       | Estádio Orlando, Joanesburgo |
| 20:30 (UTC+2) | Matlaba 90+3'   | Relatório | Aboutrika 14' | Árbitro: ALG Djamel Haimoudi |

### Partida de volta
| 10 de novembro | Al-Ahly                      | 2 – 0     | Orlando Pirates | Estádio Arab Contractors, Cairo |
| 18:00 (UTC+2)  | Aboutrika 54' · El-Zaher 78' | Relatório |                 | Árbitro: GAM Bakary Gassama     |